# Nicolaus Henel von Hennenfeld
Nicolaus Henel von Hennenfeld (łac. Nicolaus Henelius / ab Hennenfeld) (ur. 11 stycznia 1582 w Prudniku, zm. 23 lipca 1656 we Wrocławiu) – niemiecki, śląski regionalista, syndyk, biograf, kronikarz i historyk. Uznawany jest za najwybitniejszego przedstawiciela renesansowej historiografii śląskiej.  W polskim piśmiennictwie zwany Mikołaj Henel. 

## Życiorys

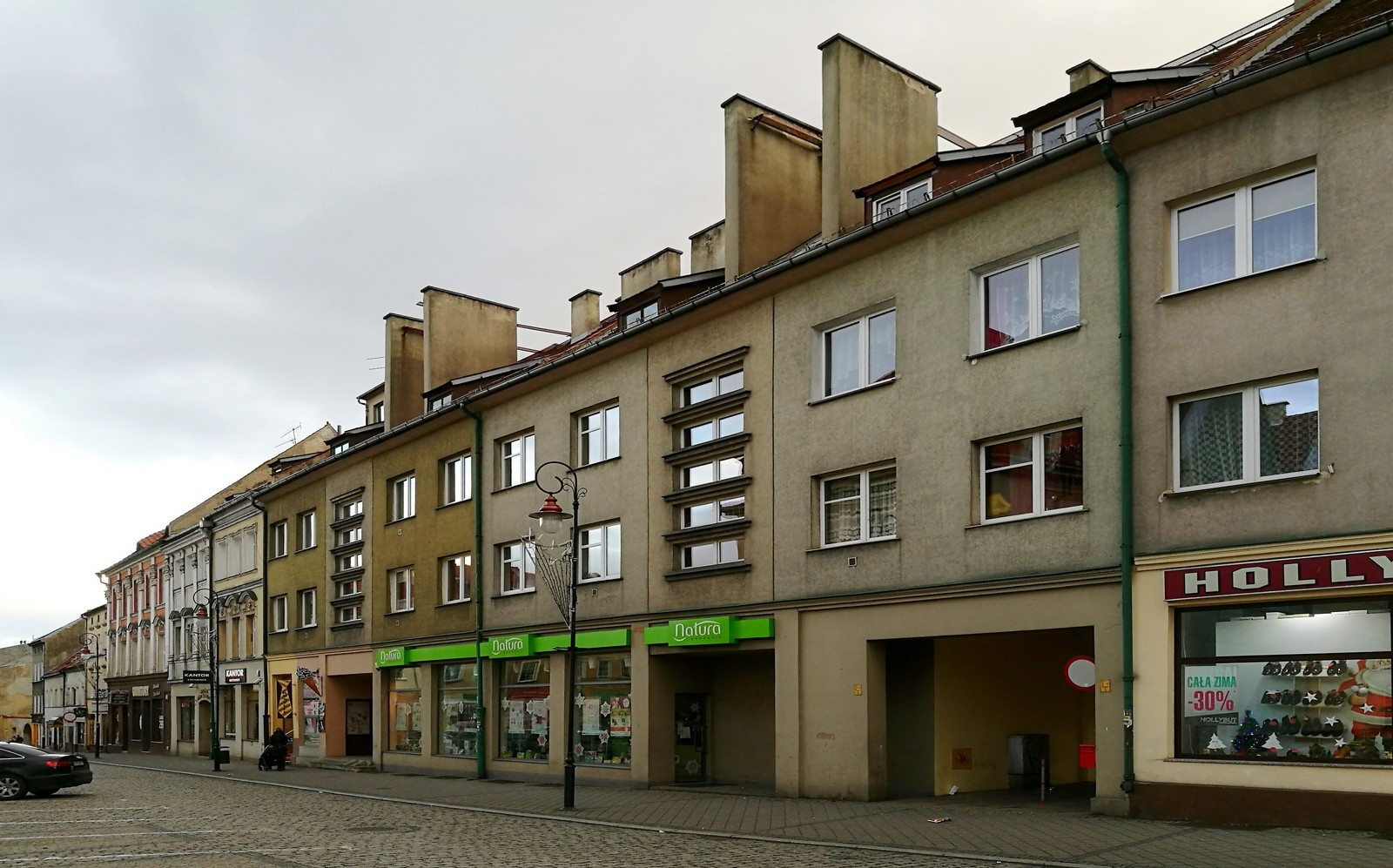
Południowa pierzeja Rynku w Prudniku, gdzie znajdował się dom rodzinny Henela

Urodził się 11 stycznia 1582 roku w Prudniku jako jedenaste dziecko Stefana Heneliusa (1546–1602), miejscowego kaznodziei, a następnie pastora ewangelickiego kościoła w Rudziczce i jego żony Anny Kühne (zm. 1596), córki pisarza miejskiego w Prudniku. Ich dom rodzinny znajdował się w południowej pierzei Rynku w Prudniku.
Mikołaj rozpoczął naukę w gimnazjum o profilu klasycznym w Prudniku, gdzie przykładano dużą wagę do nauczania literatury starożytnej oraz znajomości greki i łaciny. Był pilnym uczniem, dzięki czemu stał się ulubieńcem nauczyciela Caspara Neandra. Swego pierwszego nauczyciela wspominał ciepło i podkreślał, że właśnie dzięki niemu zainteresował się greką, łaciną oraz poezją. Po wyjeździe Neandra do Kłodzka w 1594, Henel przeniósł się do szkoły w Opawie, gdzie jego nauczycielem logiki był Daniel Staude. Od 1596 uczył się w Gimnazjum św. Elżbiety we Wrocławiu, gdzie wówczas rektorem był Nicolaus Steinberg. Większą część roku 1598 chorował, a w 1599 zamknięto gimnazjum z powodu zarazy. Wtedy ojciec polecił Mikołajowi udanie się na studia. Zapisał się na Uniwersytet w Lipsku w zimowym semestrze 1599 roku.
W Wielkanoc 1600 roku Henel spotkał kupca Heinricha Holzgrafa, który był w drodze na targi do Lipska. Podczas rozmowy z nim dowiedział się, że Holzgraf ma zapewniony nocleg i wyżywienie w Lipsku, a także zna kilku studentów tamtejszej uczelni. Poznani przez Holzgrafa studenci, między innymi Siegmund Niebelschütz, doradzili Henelowi podjęcie w Jenie studiów medycznych. Po przyjeździe do Jeny, Henel spotkał Macieja Bilicera pochodzącego z Prudnika. Za jego namową zrezygnował z medycyny i podjął studia prawnicze. Wykłady z prawa były wówczas prowadzone przez Nicolausa von Reussnera z Lwówka Śląskiego.
Henel przerwał studia i wrócił do Prudnika w 1602 z powodu śmierci ojca. Przez sprawy rodzinne przebywał w domu przez około 9 miesięcy. Podczas pobytu w Prudniku rozmyślał nad kontynuacją nauki i w tej kwestii szukał pomocy u znajomych. Rozważał możliwość powrotu na studia już nie w Jenie, lecz we Frankfurcie nad Odrą ze względu na jego położenie bliżej Prudnika. Tymczasem w 1604 uczony Daniel Rindfleisch (zwany też Danielem Bucretiusem) z Wrocławia polecił Henela mieszkającemu w Strzeszowie Nicolausowi Rehdigerowi wywodzącego się z rodu Nikolausa I Rüdigera na guwernera i nauczyciela dorastających synów Ernsta Friedricha oraz Wilhelma. Rehdiger był wdowcem i sam wychowywał dwóch synów oraz cztery córki. Z tego powodu z dużą ulgą przyjął N. Henela na opiekuna. Rehdiger szybko polubił Nikolausa i traktował go jak syna, często prowadzili ze sobą naukowe dysputy. Posiadał w domu bibliotekę, z której Henel często korzystał. Uważał, że w ten sposób uczył się więcej niż na studiach. Nie przyjął stanowiska rektora nowego gimnazjum w Prudniku proponowanego mu w 1608, gdyż wizja pracy nauczycielskiej była dla niego mało interesująca wobec planów Rehdigera wysłania dzieci w podróż po najbogatszych krajach w Europie Zachodniej. N. Henel odbył tę prawie trzyletnią podróż razem z nimi.
Przygotowywał się by zostać doktorem praw, do obrony doktoratu na wydziale prawa niemieckiej uczelni w Orleanie w Królestwie Francji. Szczególne znaczenie miał dla niego fakt, że dawniej studiował tam również teolog protestancki Jan Kalwin. Pomyślnie obronił doktorat 4 września 1610 roku. Od tej pory w swoich dziełach Nikolaus Henelius, obok nazwiska stawiał trzy litery U. I. D. (utriusque iuris doctor), oznaczające doktora obojga praw, czyli kanonicznego i rzymskiego. Ze względu na miejsce urodzenia, często przed tymi literami wpisywał określenie po łacinie Neostad. Siles. (prudnicki).

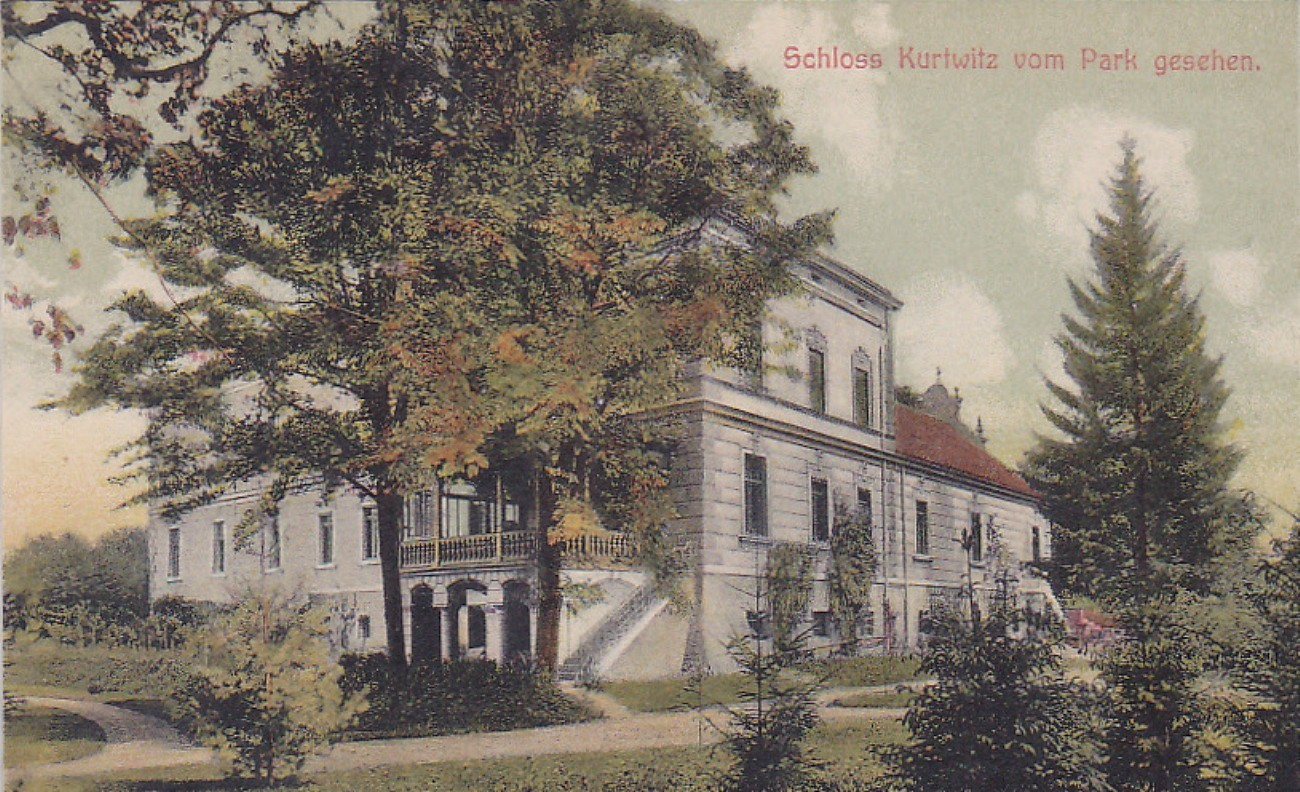
Pałac w Kondratowicach

Po złożeniu hołdu Maciejowi Habsburgowi hołdu przez śląskie i łużyckie stany w 1611 r., U.I.D. N. Henel został wpisany na listę kandydatów na stanowisko radcy przy królewskim sądzie apelacyjnym w Pradze. Prawie cały następny rok spędził na pisaniu Silesiographii i Breslo-graphii (Breslographii). W 1613 r. zamieszkał przy Rynku Solnym we Wrocławiu i rozpoczął praktykę adwokacką w Prudniku. Czas wolny poświęcał na pisanie epigramatów. Latem 1618 roku przyjął propozycję barona Nicolausa von Burghausa, cesarskiego prezydenta Kamer Dolnego i Górnego Śląska oraz gubernatora księstwa ziębickiego i Miasta Ząbkowice Śląskie, na stanowisko pisarza ziemskiego w księstwie ziębickim i syndyka Ząbkowic Śląskich z pensją 300 talarów. Po śmierci Nicolausa von Burghausa, na prośbę jego syna, Henel przygotował dla niego mowę pogrzebową Burghausiomnema, hoc est laudatio posthuma Dr. Nicolai Lib. Baronis de Burghaus. Siegmund von Bock został nowym gubernatorem księstwa ziębickiego i zaprzyjaźnił się z Henelem. Wkrótce Mikołaj kupił dom w Ząbkowicach Śląskich i ożenił się z majętną wrocławianką Anną Partisch. Od 1629 Henel był zniechęcony do życia w nawróconych na katolicyzm Ząbkowicach Śląskich i w 1632 wrócił wraz z rodziną do Wrocławia, gdzie panującą religią był luteranizm. Został radcą książęcym księstwa legnicko-brzesko-wołowskiego. W 1639 jako kanclerz został z urzędu syndykiem we Wrocławiu. Przez jakiś okres pełnił również funkcję protosyndyka. Było to stanowisko wyższe niż syndyk, funkcjonowało okresowo gdy miasto potrzebowało dwóch syndyków. Syndycy nadzorowali pracę pisarzy miejskich i uzgadniali treść różnych umów zawieranych przez Miasto Prudnik (Neustadt in Oberschlesien), nawet z Cesarzem Rzymskim (Narodu Niemieckiego). N. Henel stanowisko syndyka utrzymał do śmierci. W 1642 r. został dodatkowo członkiem cesarskiej rady obwodu ząbkowickiego. Za zasługi 30 maja 1642 roku został nobilitowany dziedzicznym szlachcicem czeskim z przydomkiem rodowym von Hennenfeld (Nicolaus Henel von Hennenfeld).
Dzięki pełnionym funkcjom szybko się wzbogacił. W 1651 roku został właścicielem majątku Kurtwitz (okolice Niemczy), a następnie strzelińskich majątków Olbendorf oraz Grünheide. 22 września 1653 r. otrzymał tytuł nadwornego palatyna. Pełniąc tę funkcję mógł docenić zasługi Eliasza Maiora (zm. 1706), współkierownika szkoły i profesora elżbietańskiego gimnazjum we Wrocławiu.
Nikolaus Henel często chorował. Zazwyczaj jego leczeniem zajmował się lekarz Paul Höpfner, pochodzący z jego ojczystego Prudnika. Po śmierci Höpfnera, Henel zamieścił poświęcone mu elogium w Silesia Togata. Spisał dwa testamenty, pierwszy w 1645 i drugi w 1651. Zmarł 23 lipca 1656 roku we Wrocławiu. Po śmierci śląskiego historyka, jego przyjaciele wydali zbiór łacińskich i niemieckich wierszy jemu poświęconych.

## Rodzina
Uczony był żonaty dwukrotnie. Pierwszą żoną była Anna Partisch (także pisownia Bartsch) (zm. 8 stycznia 1641), córka Martina, wrocławskiego poborcy podatku piwnego na rzecz cesarza oraz Magdaleny Pförtner von der Hölle. Związek małżeński zawarto 8 października 1619 r. Drugą żoną, od 14 lipca 1643 r. była Kunegunda Jessinsky (Jassensky) von Groß-Jessen, córka Esaiasa i Magdaleny von Hertwig. Jako sierota była pasierbicą wrocławskiego burmistrza Stanislausa Aichhäusera von Leonhardwitz, który ją jako siostrzenicę swej żony, po śmierci własnych dzieci wziął pod opiekę.
Nicolaus Henel miał jednego syna, Christiana Friedricha, urodzonego w 1621 roku. Tenże syn ożeniony z Johanną von Pein miał dwie córki oraz zmarłego w wieku dwóch lat syna Johanna Christiana, na którym męska gałąź, ród wymarł w 1682 roku.

## Dzieła

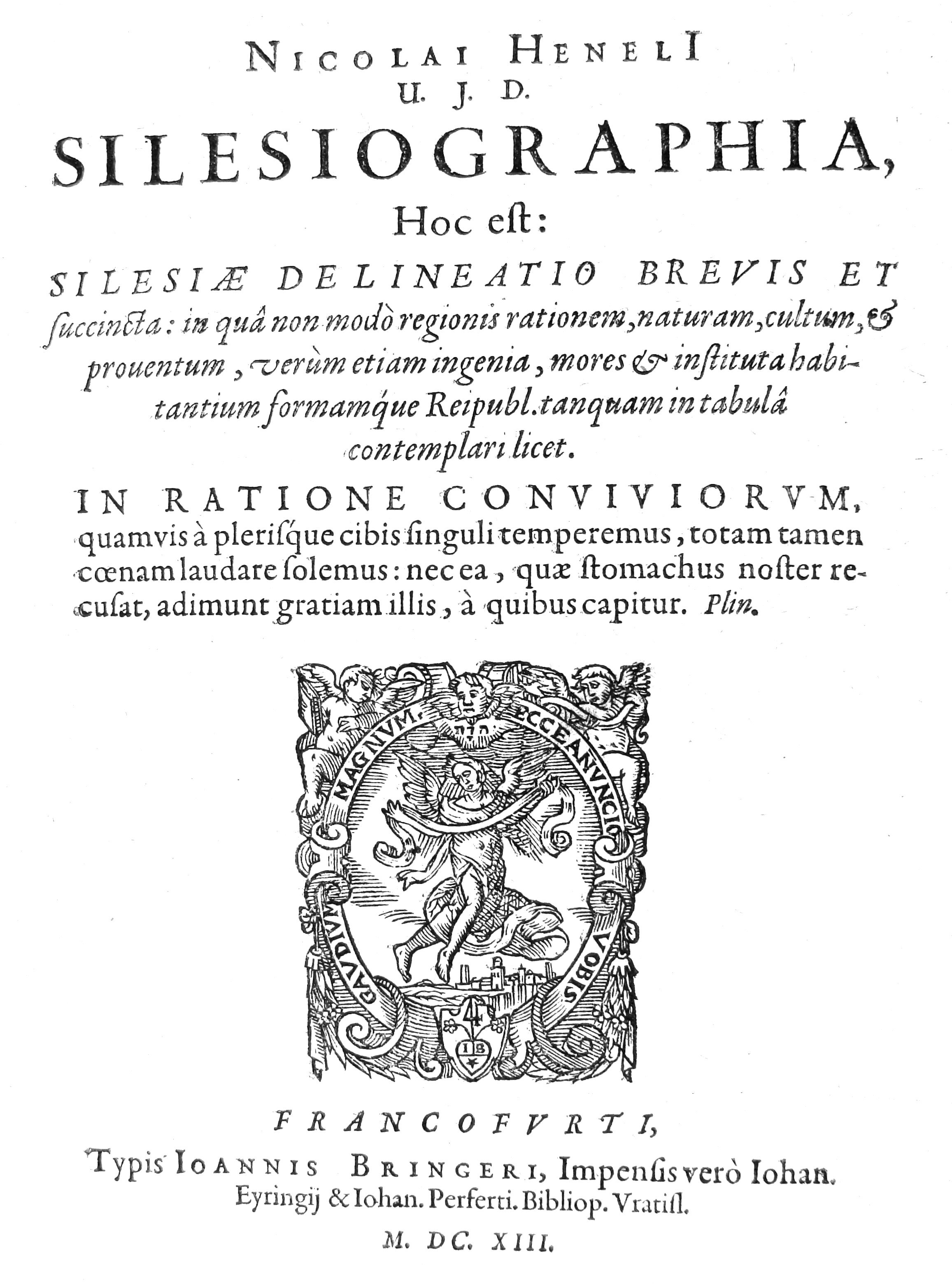
Silesiographia

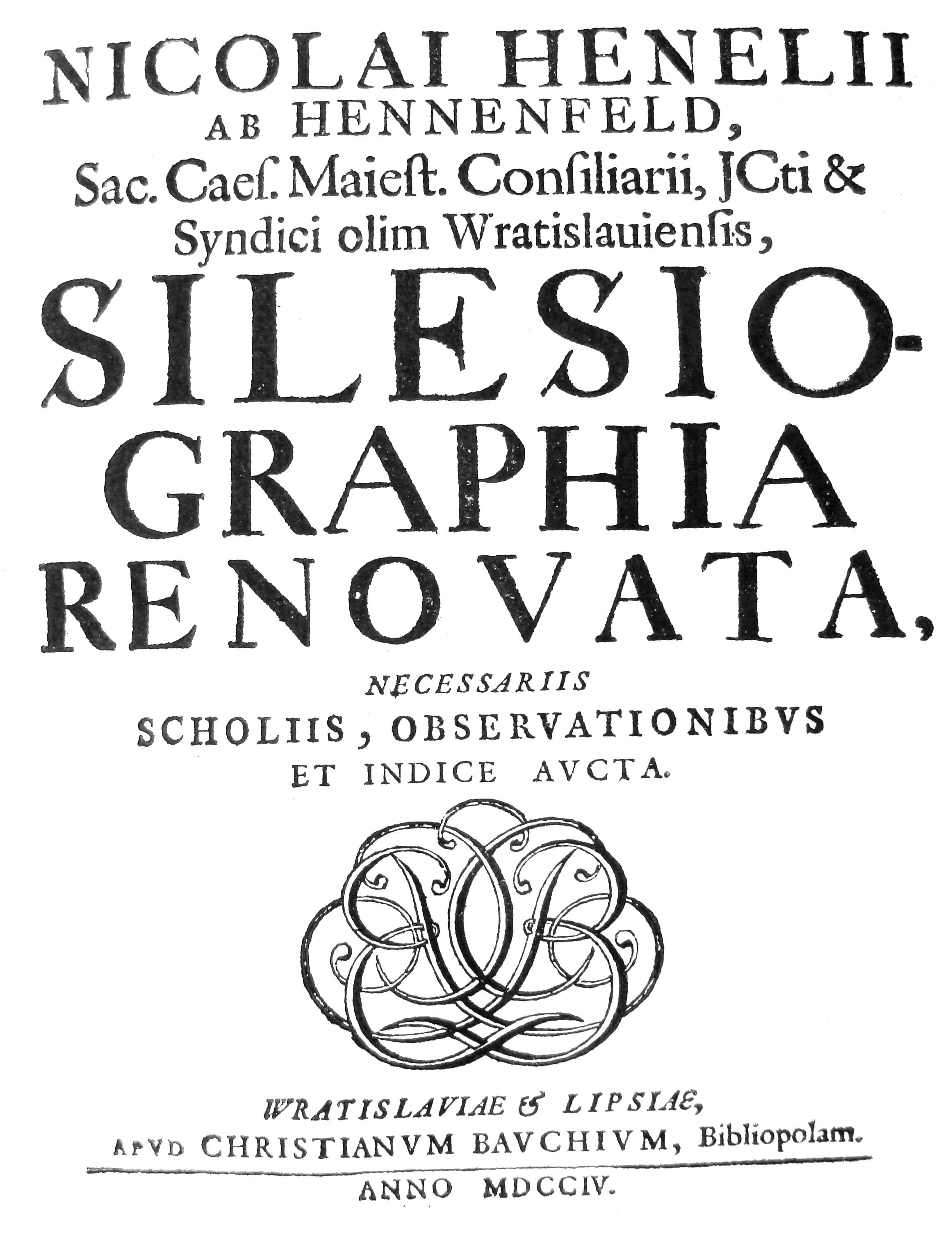
Strona tytułowa Silesiographia renovata...

Największą sławę Heneliusowi zapewniły dzieła dotyczące Śląska. Pisał je po łacinie i dopiero później tłumaczono je, głównie na język niemiecki.
- Silesiographia oraz Breslographia (1613) kompendium wiedzy o Śląsku i jego stolicy Wrocławiu. Omawia tam pochodzenie nazw, podział geograficzny, przyrodę, bogactwa naturalne, historię, władców, ustrój, miasta itp.
- Silesia Togata (Śląsk togowy (uczony)) – rękopis, zawiera biografie ok. 600 śląskich humanistów i uczonych.

Już po śmierci śląskiego badacza, w 1704 r. prałat kościoła św. Macieja we Wrocławiu Michael Joseph Fibiger zebrał jego dzieła, znacznie je uzupełnił i wydał w Lipsku i Wrocławiu u Christiana Baucha, właściciela wydawnictwa (księgarni) Bibliopolam (pol. księgarz) pod tytułem Silesiographia renovata necessariis scholiis, observationibus et indice aucta – całość składa się z 3 części w 2 tomach. To kończące czasy humanizmu wydanie przeszło do historii jako pierwsza zbiorowa publikacja naukowa o Śląsku.
Z zebranych przez Heneliusa rękopisów wydano również:
- Annales Silesiae (Lipsk 1730) – jest to kronika Śląska do 1612 r. powstała w oparciu o dokumenty kościelne i archiwum Wrocławia.
- Chronico Ducatus Monsterbergensis et Territorii Francosteinensis (w Silesiacarum rerum Scriptores – Lipsk 1730) opisuje działalność polityczną książąt śląskich od Bolka I do końca panowania Maksymiliana II (1576).

### Zdigitalizowane
- Breslo-graphia w zbiorach Zielonogórskiej Biblioteki Cyfrowej
- Silesiographia Renovata, p. 1, w zbiorach Zielonogórskiej Biblioteki Cyfrowej
- Silesiographia Renovata, p. 2, w zbiorach Zielonogórskiej Biblioteki Cyfrowej

## Odbiór
Niecałe osiemdziesiąt lat po śmierci Nicolausa Henela von Hennenfelda, w 1735, w Grosses vollständiges Universal-Lexicon Johanna Heinricha Zedlera znalazła się o nim notka, w której napisano, między innymi, że „Jest on [Henel] pierwszym, który dokonał czegoś zasadniczego” dla historii Śląska. Colmar Grünhagen w swoim haśle o Henelu w leksykonie Allgemeine Deutsche Biographie z 1880 opisał twórczość Henela: „Pierwszorzędne znaczenie mają jednak jego, Silesiographia’ i, Breslographia’ (obie wydane w 1613 roku), przy czym zwłaszcza ta pierwsza to najwcześniejsza próba historyczno-geograficznego opisu Śląska w oparciu o naukowe podstawy”. Hermann Markgraf docenił Henela jako śląskiego historiografa, za to jego dzieła uznał za „niezbyt obszerne, choć jak na swą epokę bardzo solidne i interesujące pisma”, pomijając przy tym ich późnohumanistyczny charakter. Markgraf pisał: „[…] pozostanie on [Henel] jednak w pierwszym rzędzie dziejopisarzy Śląska. Jako takiemu jego własna epoka nie szczędziła pochwał, choć zobaczyła zaledwie pierwociny jego talentu. W dziełach Silesiographia i Breslographia spodobały się nowy sposób podejścia do tego zadania i pogrupowania materiału, bogaty język, żywe umiłowanie i duma z ojczyzny”. Julian Janczak przedstawił Henela jako „świadomego źródeł autora”, który obok kartografa Martina Helwiga i botanika Kaspara Schwenckfelda „rozwija wyczucie krajoznawczych realiów”. Gunhild Roth wnioskowała: „Wyraźnie widać, że Henel był oczytanym i zaangażowanym historiografem swego kraju rodzinnego”.